# Festivalbar 1981
La diciottesima edizione del Festivalbar si svolge nell'estate del 1981 e viene presentata da Vittorio Salvetti alla stampa il 10 giugno 1981.
Alla serata finale del 5 settembre arrivano i brani più selezionati dai trentamila juke-box sparsi per tutta l'Italia. La serata della finale viene trasmessa il 6 settembre dalla Rete 2. 
Oltre il premio del Festivalbar, sono assegnati il telegatto per la rivelazione dell'estate 1981 a Nikka Costa e il Disco verde (2ª edizione) vinto dagli gli Accademia.
Vasco Rossi avrebbe dovuto partecipare con Siamo solo noi, ma all'ultimo momento venne mandato per i jukebox il singolo Voglio andare al mare; conseguentemente, Salvetti esclude l'artista dalla manifestazione.
Vincitrice dell'edizione fu Rettore con Donatella.

## Canzoni e cantanti partecipanti
| Interprete                | Canzone                  | Note |
| ------------------------- | ------------------------ | --- |
| Massimo Bubola            | Senza famiglia           | presente alla finale dell'Arena di Verona                                                                         |
| Alberto Camerini          | Rock 'n' Roll Robot      | presente alla finale dell'Arena di Verona                                                                         |
| Jim Capaldi               | Child in the Storm       | |
| Mimmo Cavallo             | Uh mammà!                | |
| Phil Collins              | In the Air Tonight       | presente alla finale dell'Arena di Verona                                                                         |
| Pino D'Angiò              | Un concerto da strapazzo | presente alla finale dell'Arena di Verona                                                                         |
| Alex Damiani              | Non t'amo però           | |
| Eduardo De Crescenzo      | Uomini semplici          | presente alla finale dell'Arena di Verona                                                                         |
| Joe Dolce                 | Shaddap You Face         | presente alla finale dell'Arena di Verona                                                                         |
| Marco Ferradini           | Schiavo senza catene     | |
| Walter Foini              | Non va che torno         | |
| Alberto Fortis            | Settembre                | presente alla finale dell'Arena di Verona                                                                         |
| Gepy                      | Sera sarà                | |
| Ivan Graziani             | Pasqua                   | |
| Kit Hain                  | Uninvited Guests         | |
| Kano                      | Baby Not Tonight         | |
| Idea 2                    | Potrei                   | |
| Fausto Leali              | Canzone facile           | |
| Francesco Magni           | Canzone d'amore          | |
| Fiorella Mannoia          | E muoviti un po'         | |
| Keith Marshall            | Only Crying              | presente alla finale dell'Arena di Verona                                                                         |
| Milk and Coffee           | Sexy Lola                | |
| Gianna Nannini            | Vieni ragazzo            | presente alla finale dell'Arena di Verona                                                                         |
| Number One Ensemble       | Donna donna              | |
| Premiata Forneria Marconi | Come ti va?              | presente alla finale dell'Arena di Verona                                                                         |
| Rettore                   | Donatella                | presente alla finale dell'Arena di Verona, canzone vincitrice del Festivalbar                                     |
| Ricchi e Poveri           | M'innamoro di te         | presente alla finale dell'Arena di Verona                                                                         |
| Ron                       | Al centro della musica   | presente alla finale dell'Arena di Verona                                                                         |
| Vasco Rossi               | Siamo solo noi           | canzone esclusa perché la casa discografica di Vasco Rossi presentò ai juke-box il titolo "Voglio andare al mare" |
| Franco Simone             | Il mondo                 | |
| Vincenzo Spampinato       | Innamorati di me         | |
| Spargo                    | One Night Affair         | presente alla finale dell'Arena di Verona                                                                         |
| Trix                      | C'est la vie             | |
| Vivien Vee                | Pick Up                  | |

## Ospiti
| Interprete        | Canzone                  | Note |
| ----------------- | ------------------------ | --- |
| Lucio Dalla       | Telefonami tra vent'anni | ospite "Juke-box superstar"                                                                             |
| Pooh              | Chi fermerà la musica    | ospite "Juke-box superstar"                                                                             |
| George Harrison   | All Those Years Ago      | ospite "Juke-box superstar"                                                                             |
| Umberto Tozzi     | Notte rosa               | ex vincitore, presente alla finale dell'Arena di Verona                                                 |
| Mia Martini       | Ti regalo un sorriso     | ex vincitore, litiga con la regista e non è presente alla finale dell'Arena di Verona                   |
| Alan Sorrenti     | La strada brucia         | ex vincitore, presente alla finale dell'Arena di Verona                                                 |
| Accademia         | Il cavaliere del vento   | presenti alla finale dell'Arena di Verona, vincitori "Disco verde"                                      |
| Fabrizio De André |                          | presente alla finale dell'Arena di Verona, presenta un medley di brani                                  |
| Nikka Costa       | On My Own                | presente alla finale dell'Arena di Verona, vincitrice del telegatto per la rivelazione dell'estate 1981 |
| Riccardo Fogli    | Malinconia               | presente alla finale dell'Arena di Verona                                                               |
| Visage            |                          | presente alla finale dell'Arena di Verona                                                               |
| New Trolls        |                          | presente alla finale dell'Arena di Verona                                                               |
| Drupi             |                          | presente alla finale dell'Arena di Verona                                                               |
| Eugenio Finardi   |                          | presente alla finale dell'Arena di Verona                                                               |
| Viola Valentino   | Giorno popolare          | presente alla finale dell'Arena di Verona                                                               |
| Eddy Grant        | Can't Get Enough of You  | presente alla finale dell'Arena di Verona                                                               |
| Marcella Bella    | Canto straniero          | presente alla finale dell'Arena di Verona                                                               |

## Partecipanti al Discoverde
|   | Interprete    | Canzone                | Note                                                                        |
| - | ------------- | ---------------------- | --------------------------------------------------------------------------- |
| 1 | Accademia     | Il cavaliere del vento | vincono e hanno diritto di essere presenti alla finale dell'Arena di Verona |
|   | Valentina     | Anima                  | finalista                                                                   |
|   | Bruno Cheli   | Bella l'estate         | finalista                                                                   |
|   | Rino Martinez | Caramella              | finalista                                                                   |

I partecipanti al Disco Verde si esibiscono tra giugno e luglio in quattro serate a Chioggia e al Castello Sforzesco di Milano; il vincitore del Disco Verde ha il diritto di esibirsi all'Arena di Verona.

## Organizzazione
RAI

## Direzione artistica
- Vittorio Salvetti